# Wang Hao (tafeltennisser, 1966)
Wang Hao, Chinees: 王浩, (28 november 1966, China) is een voormalig Chinees professioneel tafeltennisser. Wang is zijn achternaam.
Niet te verwarren met de jongere Chinese kampioen  Wang Hao (1983).

## Belangrijkste resultaten
- WK
  -  Goud met het team in 1987 in New Delhi.
  -  Zilver met het team in 1993 in Göteborg.
  -  Brons in de gemengd dubbel in 1987 in New Delhi met Guan Jianhua.